# Iain Ballantyne
Iain Ballantyne (* 17. September 1963) ist ein britischer Autor, der sich vor allem mit der Geschichte des Seekriegs beschäftigt.

## Leben
Iain Ballantyne besuchte Schulen in Kenilworth, Coventry und Portsmouth. Von 1983 bis 1984 studierte er am South Glamorgan Institute of Higher Education in Cardiff Journalismus.
Von 1990 bis 1994 war er als Defence Reporter and Chief Reporter für den Evening Herald in Plymouth tätig, wo er vor allem zu militärischen und diplomatischen Themen schrieb. Er recherchierte unter anderem während des Nordirlandkonflikts in der Provinz Ulster, im Zweiten Golfkrieg vor der Küste Kuwaits und während der Jugoslawienkriege in Bosnien. Danach war er ab Juli 1995 kurzzeitig als Defence & Diplomatic Correspondent für UK News tätig.
Seit 1994 ist Ballantyne freischaffender Autor und publiziert seither vor allem zu Seekriegsthemen. So veröffentlichte er Bücher über verschiedene britische Schlachtschiffe, das letzte Gefecht der Bismarck und die Geschichte des U-Boots. Mit dessen Gründung 1998 wurde er Chef-Editor des monatlich erscheinenden Fachmagazins Warships International Fleet Review. Für HPC Publishing verfasst er seit dem Jahr 2002 den mehrfach neu aufgelegten Guide to the Royal Navy. Ende 2018 erschien die erste Ausgabe des Guide to the US Navy.
An verschiedenen Dokumentarfilmen war Ballantyne als Kommentator beteiligt. Für das Londoner Produktionsunternehmen Grosvenor Film arbeitete er an Konzepten und Drehbüchern verschiedener Filmprojekte.

## Veröffentlichungen (Auswahl)
- Warspite. aus der Serie Warships of the Royal Navy London, Leo Cooper, 2000, ISBN 978-0-850-52779-7.
- Submarine, 1901–2001. St Leonards-on-Sea, HPC Publishing, 2001, ISBN 978-0-953-14212-5.
- London. aus der Serie: Warships of the Royal Navy, Barnsley, Leo Cooper, 2002, ISBN 978-0-850-52843-5.
- Strike from the Sea: The Royal Navy & US Navy at War in the Middle East. Barnsley, Pen & Sword Books, 2004, ISBN 978-1-844-15059-5.
- HMS Rodney. aus der Serie: Warships of the Royal Navy, Barnsley, Pen & Sword Maritime, 2006, ISBN 978-1-844-15406-7.
- Killing the Bismarck: Destroying the Pride of Hitler's Fleet. Barnsley, Pen & Sword Maritime, 2010, ISBN 978-1-844-15983-3.
- mit Jonathan Eastland: HMS Victory: First Rate 1765. London, Seaforth, 2011, ISBN 978-1-848-32094-9.
- Hunter Killers. London, Orion, 2013, ISBN 978-1-409-14418-2.
- Bismarck: 24 Hours to Doom. IPSO Books, 2016, ISBN 978-1-911-29546-4.
- The Deadly Trade. The Complete History of Submarine Warfare from Archimedes to the Present. London, Weidenfeld & Nicolson Ltd., 2018, ISBN 978-1-409-15851-6.
- Arnhem: Ten Days in the Cauldron. Agora Books, 2019, ISBN 978-1-913-09924-4.
- Undersea Warriors: The Untold History of the Royal Navy's Secret Service. New York, Pegasus Books, 2019, ISBN 978-1-643-13276-1.

## Auszeichnungen
- 2007: Special Recognition Award der British Maritime Charitable Foundation (BMCF)
- 2010: Mountbatten Maritime Award for best literary contribution Certificate of Merit der Maritime Foundation für Killing the Bismarck.
- 2017: Maritime Fellowship Award der der Maritime Foundation